# Quinta da Fonte Santa

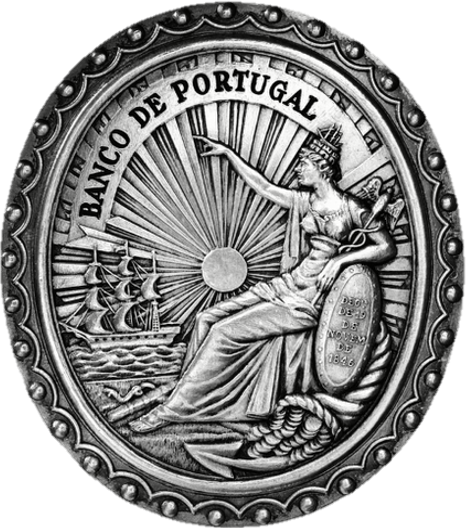

A Quinta da Fonte Santa está localizada em Caneças (a 12km de Lisboa) e é considerada um património do Banco de Portugal desde 1989, sendo frequentemente usada como centro de formação e espaço institucional para a realização de reuniões de trabalho.

## Caraterísticas
Dadas as suas caraterísticas naturais, a Quinta da Fonte Santa também serve para a promoção de várias atividades de natureza social (como campos de férias), cultural e desportiva, visto que tem campos de ténis e de padel. Estas atividades são destinadas a trabalhadores e reformados do Banco de Portugal e também a convidados.
Esta quinta está aberta a iniciativas de comunidades locais, e acolhe, com regularidade, atividades de associações e de escolas, contendo atividades para pessoas com deficiências.

## Centro Equestre

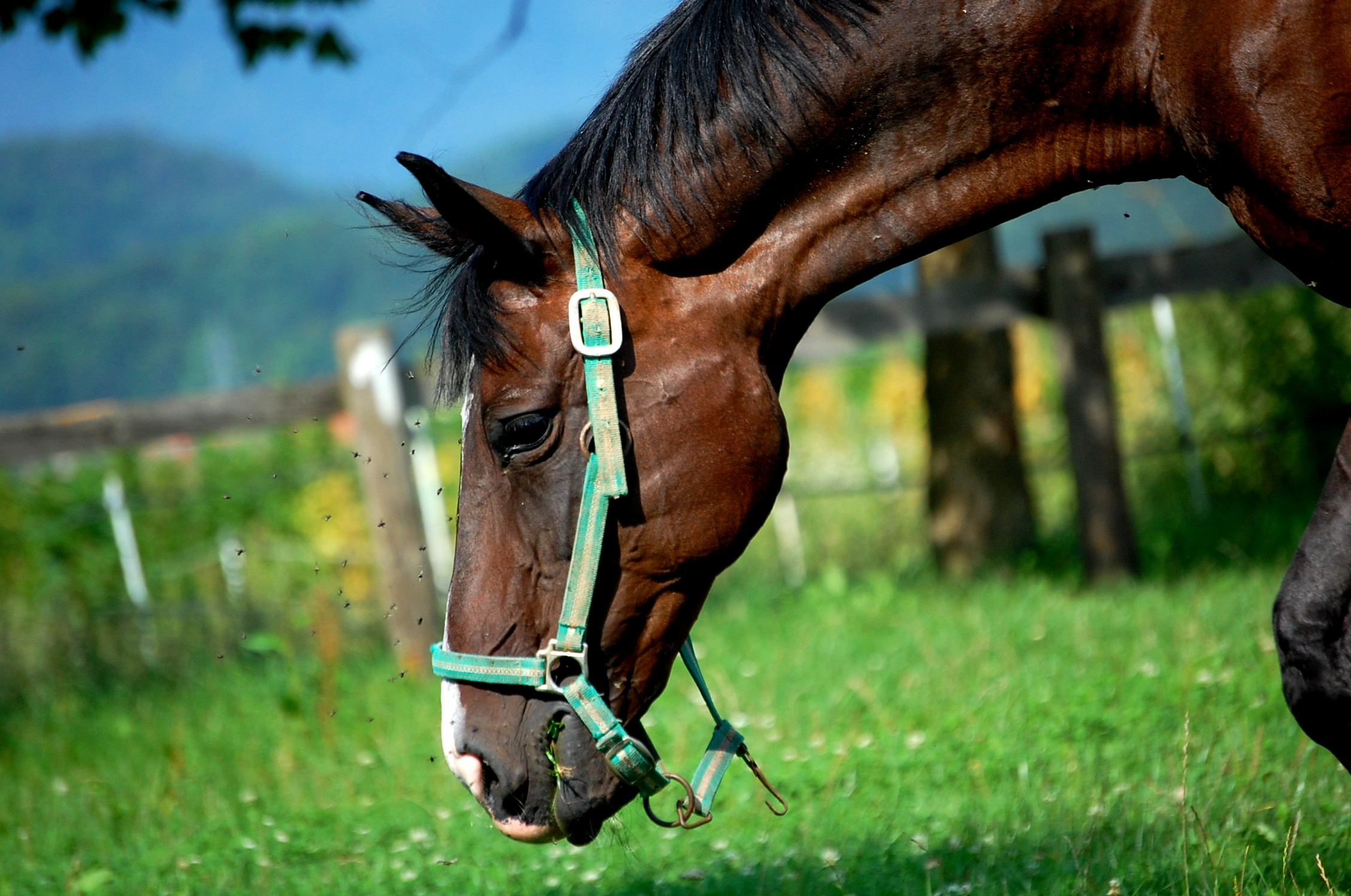

Uma forma de garantir a preservação das caraterísticas desta quinta foi manter o Centro Equestre da Quinta da Fonte Santa.
O Centro Equestre dispõe de aulas de equitação individual ou de grupo, para pessoas de todas as idades e de qualquer nível de aprendizagem. Este centro hípico localizado na Quinta da Fonte Santa tem capacidade para ter 20 cavalos.